# Governor-in-chief
Een Governor-in-chief was een  Brits koloniale titel. Governors-in-Chief hadden, in tegenstelling tot gewone gouverneurs, bevoegdheden over meerdere koloniën. Governors-in-chief waren te vergelijken met een gouverneur-generaal. Soms waren gouverneurs van een afzonderlijke kolonie ook governor-in-chief over de overkoepelende federatie van koloniën.

## Brits-West-Afrika
In Brits-West-Afrika, dat bestond van 1821 tot 1850 en van 1866 tot 1888, waren de gouverneurs van Sierra Leone ook governor-in-chief van Brits-West-Afrika. 